# تولر (کالیفرنیا)
تولر (به انگلیسی: Tulare) شهری در شهرستان تولار ایالت کالیفرنیا است که در سرشماری سال ۲۰۱۰ میلادی، ۵۹۲۷۸ نفر جمعیت داشته است.